# 兰实大学
蘭實大学（泰语: มหาวิทยาลัยรังสิต），位于泰国巴吞他尼府兰实市，是一所得到泰国政府教育部高等教育委员会的认可的私立大学。学校侧重于音乐，设计，訊息技术和公共卫生等专业。
兰实大学的主校区位于巴吞他尼府，占地约296莱（相当于47.4公顷或117英亩），距曼谷市中心的只有30分钟高速公路车程。 兰实大学是通过泰国国家教育标准和质量评估办公室教育质量评估的唯一一所私立大学，评价为“非常好”。

## 院系设置
目前，蘭實大學共有22個學院、9個學院、3個機構共136個研究領域，共34個學院，分為91個學士學位、35個碩士學位和8個博士學位，22個9個學院、3個學院中有1個研究生證書, 3個機構，也開放在幼兒園、小學到中學教學，包括蘭實大學示範學校和普吉島英國國際學校

### 健康科學院
- 醫學院
- 牙醫學院
- 藥學院
- 護理學院
- 理學院
- 物理治療與運動醫學學院
- 醫學技術學院
- 東方醫學院
- 眼科學院
- 放射科學院
- 生物醫學工程學院

### 人文社會科學院
- 傳播藝術學院
- 藝術學院
- 法學院
- 社會創新學院
- 素雅帖師範學院
- 英語學院
- สถาบันเจนเอด (Gen.Ed.)
- 犯罪學與司法行政學院
- 公共行政與公共政策研究所
- 政治學院
- 外交與外事學院

### 藝術設計學院
- 音樂學院
- 建築學院
- 設計學院
- 數字藝術學院

### 工程技術學院
- 航空學院
- 工程學院
- 數字技術創新學院
- 農業與食品科技創新學院
- 農業創新學院
- 食品技術學院

### 經濟商業學院
- 工商管理學院
- 旅遊酒店與體育學院
- 會計學院
- 經濟學院

### 在線／國際／碩士學院
- 研究所
- 國際學院
- 中國國際學院
- 蘭實網路大學

目前该校提供134的专业项目，包括91个本科生专业，35的研究生专业以及8各博士生专业。

## 著名校友
- 素帕猜·斯里維吉（A）
- 帕德容琶·砂楚（Aum）
- 妮達·帕查娜維拉潘（Tangmo／Melon）
- 瓦凌通·帕哈甘（Great）
- 薩維卡·恰雅德（Pinky）
- 甘格拉·对贤格拉（Grace）
- 巩琶淞·对贤格拉（Grand）
- 纳得克·钉宫（Nadech）
- 普林·蘇帕拉（Mark）
- 沙倫·斯里拉克（Porshe）
- 芘扎塔娜·翁沙納塔納辛（Namtarn）
- 蓋瓦琳·斯里旺娜（Jean）
- 薇拉亚·帕塔兰楚克采（Gina）
- 黛薇卡·霍内（Mai）
- 瑪茶榕·栓勒瑪（Linn）
- 瓦拉甘·薩瓦功（Chap）
- 皮茶帕·潘圖慕欽達（Pear）
- 妮莎瓊·唐蘇努恩（Mae）
- 吉拉宇·唐思蘇克（James）
- 娜帕拉·吉拉威宋誊功（Mild）
- 傑夫·薩圖爾（Jeff）
- 帕同朋·任翟迪（Toy）
- 瑪麗亞·赫施勒（Sky）
- 娜帕誦·薇拉尤蒂萊（Puimek）
- 查伊薩拉·瓦塔納楠穎（Jenny）
- 帕他勒彭·德浦沃拉儂（Donut）
- 蘭可拉薇·昂庫瓦拉沃特（Mint）
- 凱瑟琳·諾伊普恩（Pupe）
- 耶娜·薩拉斯（Gina）
- 莎露彩·查金哈（Freen）
- 基亞契邦·斯里桑（Force）
- 納里特·普羅葆潘（Pavel）
- 蒙拓普·赫姆坦（Bank）